# Gianni Boncompagni
Giandomenico Boncompagni (Arezzo, 13 de mayo de 1932 – 16 de abril de 2017), conocido como Gianni Boncompagni, fue un presentador de radio y televisión, director, escritor y letrista italiano.

## Biografía
A los 18 años, Boncompagni se trasladó a Suecia, donde vivió durante diez años trabajando como fotógrafo o disc jockey. Casado con una mujer sueca, después de que se divorciara a principios de la década de los 60 se trasladó a Italia con sus tres hijas. Junto a Renzo Arbore creó el programa de radio Bandiera gialla, el primer programa musical centrada en la música rock y otros géneros de vanguardia. En 1970, el dúo Arbore-Boncompagni también créo Alto Gradimento, un innovador y exitoso programa radiofónico de variedades donde se lanzaron a la fama cómicos como los hermanos Franco y Giorgio Bracardi.
Boncompagni hizo su debut en la televisión en 1977, como presentador del programa de variedades Discoring. A mediados de los 80, alcanzó el éxito como autor y director de programas como Pronto, Raffaella? y Pronto, chi gioca?, y entre 1987 y 1990 escribió y dirigió el programa dominical Domenica in. En 1991 fichó por Fininvest, donde creó el programa Non è la Rai, que lanzó a la fam a actrices de la talla de Ambra Angiolini (presentadora de la tercera temporada del programa), Nicole Grimaudo, Romina Mondello o Sabrina Impacciatore. A mediados de los 90, volvería a la RAI, donde volvería a conseguir el éxito con el programa de variedades Macao.
Boncompagni también es conocido por ser letrista y son conocidas sus colaboraciones con artistas como Raffaella Carrà, Patty Pravo, Johnny Dorelli, Renato Zero, Jimmy Fontana o Carmen Villani.

## Vida personal
Boncompagni tuvo una relación durante diez años con la presentadora y cantante Raffaella Carrà. También tuvo relaciones sentimentales con las actrices Isabella Ferrari y Claudia Gerini.
Su hija Barbara (1963) también tuvo una breve carrera como cantante.